# アルシデス・アルゲダス
アルシデス・アルゲダス・ディアス　(1879年 - 1946年）は、ボリビア人作家、政治家及び歴史家。彼の文学作品では、ナショナルアイデンティティ、混血及び先住民族の問題をテーマにしており、20世紀前半のボリビア社会思想に大きな影響を与えた。 彼の小説『青銅の種族』：Raza de Bronceは、ボリビアで最も優れた小説の一つであり、インディへニスモ文学の前駆となった。

## 政策と外交
アルシデスはフルクツオソ・アルゲダス：Fructuoso Arguedasとサブリナ・ディアス：Sabrina Díazの息子で、アヤクチョ学校を卒業後、サン・アンドレス大学で法律と政治学を学んだ（1904年）。

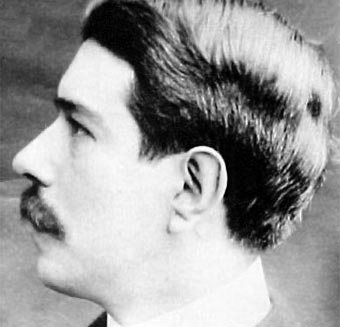
Arguedasに手を出さな

学生時代から様々なメディアに協力した。新聞エル・ディアリオ：El Diarioにはア・ブエロ・デ・プルマ：A vuelo de pluma (1908年)を記載、それ以外にも様々な雑誌に記載し、エル・デバテ：El Debateでは副所長  (1915年)を務めた。
1910年にはパリのボリビア大使館の二等書記官として出向し、ルベン・ダリオ：Rubén Daríoとフランシスコ・ガルシア・カルデロン：Francisco García Calderónと出会う。当時の大使は元大統領のィスマエル・モンテス：Ismael Montesであった。彼はその後、ロンドンに出向命令が出た。
ボリビアに帰国後、彼は1916年に自由党の議員に選出された。又、ボリビアの代表として国際連盟 （1918年）の創設に係わった。その後、 パリの総領事 (1922年)、コロンビアで全権委員 (1929年)となった。
彼はボリビアの政府に対して批判的な立場を維持した為解任され、当時の大統領エルナンド・シレス：Hernando Siles大統領からも手放されてしまい、1906年に亡命を余儀なくされる。1940年再びボリビアに戻り政治に携わった。

## 文学

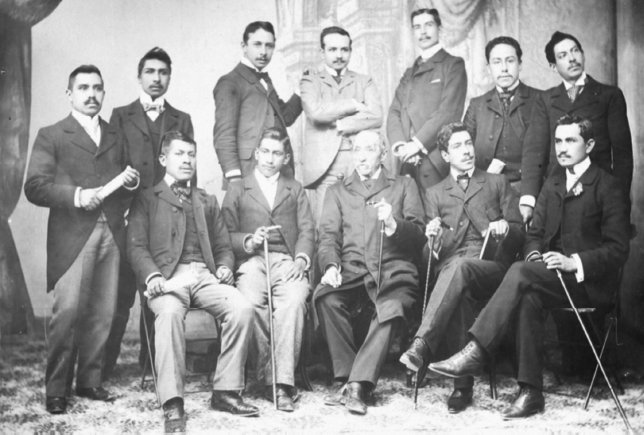
1920年代のアルゲダス：Arguedas　(一列目、左から二番目)

アルゲダス：Arguedasはボリビアの最も著名な作家の一人である。 ボリビア社会とその先住民、絶望と悲観主義を描いている。自国の永続的な紛争の解決策や説明を求めた。
彼の最初の文学作品は学生時代に書かれたピサグア： Pisagua　（1903年に発表される）。翌年ワタ・ワラ：Wata-Waraを書き、その後クリオーリョ人生：Vida Criolla（1912）、青銅の種族：Raza de Bronceを発表する。
バルセロナで出版されたプエブロ・エンフェルモ：Pueblo Enfermo（1909年）はラテン・アメリカ文学に名を残し、著名作家のミゲル・デ・ウナムノ：Miguel de Unamunoやアルマンド・ネルボ:Armando Nervo等から高評価を得た。

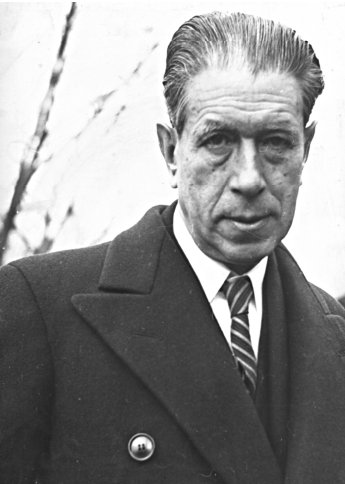
アルゲダス：Arguedasの知られている最後の写真（1940年代）

彼の最も優れた小説の一つ『青銅の種族』：Raza de Bronceは後にボリビア文学発展に大きく貢献することになる。先住民の抑圧、虐待に対して立ち上がる彼らの能力、混血社会における位置、先住民社会と白人社会の間のぶつかり合い等を大きく取り上げている。
アルゲダス：Arguedasはこの小説を人生の最後まで書き続けた。身初版は1919年に公表されたが、その後1945年の最終版までの間、何度も書き直した。 
年月が経つと共に、アルゲダス：Arguedasはボリビア社会主義をより直接的に反映し、解釈することを歴史の中で見つけた。この分野での自身初の書籍は『共和国の創立』：Fundación de la República（1920年）であり、彼の人生の志向が文学から歴史と政治へと代わった。
アルゲダス：Arguedasは自叙伝『影のダンス』：La danza de las sombras（1935年）でローマ賞を受賞した。

## 私生活
アルゲダス：Arguedasはローラ・タピア・カーロ：Laura Tapia Carroと結婚（1910年）。1935年に妻と死別する。3人の娘に恵まれた。
1944年に一時期ブエノスアイレスで病気で過ごし、『青銅の種族』：Raza de Bronceの最終版『ロサダ』：Losadaを書き残した。翌年（1946年）、ボリビアのチュルマニ：Chulumaniで白血病のため68歳で亡くなる。

## 作品
| 年     | 作 | 文学のジャンル | 編集                                               |
| 1903年 | Pisagua                                                                                                   | 小説           | Velarde, Aldozoza y Cía - La Paz                   |
| 1904年 | Wata-Wara                                                                                                 | 小説           | Luis Tasso - Barcelona                             |
| 1905年 | Vida criolla                                                                                              | 小説           | E. Córdova - La Paz                                |
| 1919年 | Raza de bronce                                                                                            | 小説           | González y Medina - La Paz                         |
| 1909年 | Pueblo enfermo. Contribución a la psicología de los pueblos hispanoamericanos                             | 小論文         | Viuda de Luis Tasso - Barcelona                    |
| 1934年 | La danza de las sombras                                                                                   | 小論文         | López y Cía - Barcelona                            |
| 1989年 | De cara a la realidad. De cómo y por qué se derrumban las naciones                                        | 小論文         | La Juventud - La Paz                               |
| 1920年 | La fundación de la República                                                                              | 歴史           | Escuela Tipográfica del Colegio Don Bosco - La Paz |
| 1922年 | Historia general de Bolivia. El proceso de la nacionalidad (1809-1921)                                    | 歴史           | Arnó Hermanos - La Paz                             |
| 1923年 | Los caudillos letrados. La confederación Perú-boliviana. Ingavia                                          | 歴史           | López y Cía - Barcelona                            |
| 1924年 | La plebe en acción (1848-1857)                                                                            | 歴史           | López y Cía - Barcelona                            |
| 1929年 | Los caudillos bárbaros. Historia-resurrección. La tragedia de un pueblo (Melgarejo - Morales) 1864 - 1872 | 歴史           | Viuda de Luis Tasso - Barcelona                    |